# Crenicichla mucuryna
Crenicichla mucuryna är en fiskart som beskrevs av Ihering, 1914. Crenicichla mucuryna ingår i släktet Crenicichla och familjen Cichlidae. Inga underarter finns listade i Catalogue of Life.